# 小行星3055
小行星3055（3055 Annapavlova）是一颗绕太阳运转的小行星，为主小行星带小行星。该小行星于1978年10月4日发现。
該小行星以俄羅斯芭蕾舞者安娜·巴甫洛娃命名。

## 轨道参数
小行星3055的轨道半长轴为2.5609403 UA，离心率为0.108。